# 三角洲特种部队 (游戏)
《三角洲特种部队》是一款第一人称射击游戏，由NovaLogic开发和出版，1998年在Microsoft Windows平台上发行。该游戏设计成一款基于真正三角洲特種部隊的军事模拟类游戏。

## 任務
游戏中有大量的任务，其中大部分都是在城市以外地区。类型包括消灭敌对势力，拯救人质，拦截敌军车队，逮捕或刺杀特定对象（如敌军領袖），保证某一友军领袖的安全等。

## 武器
在原版DF1中，一个玩家的随身武器有：匕首和手枪（可选High Standard HDM、或M1911）、主要攻击武器可选（加裝HK MP5、M4、M203、M249 SAW、M82）、M40，还有手榴弹、C4炸药包、LAW和空袭用激光指示器。

## 争议
1999年6月5日，北京男青年赵海涛举报称：在《三角洲特种部队》的Condor（秃鹫）关卡中，玩家需击落一架带有中国空军“八·一”军徽的法国产“小羚羊”侦察直升机。6月6日，國家新闻出版署宣布介入调查。该事件即在中國引发社会关注。6月12日，中国国内各销售商宣布下架《三角洲特种部队》。6月21日，新闻出版署音像和电子出版管理司公布调查结果：被击落直升机上的标志并非中国空军机徽。但本作在中國却没有重新上架销售。

## 续作
由於這遊戲的成功和受歡迎程度，令這遊戲衍生了許多的续作，其中包括：
- 三角洲特种部队2（1999年推出）
- 三角洲特种部队：大地勇士（2000年推出）
- 三角洲特种部队：城市战争（2002年推出）
- 三角洲特种部队：刺刀特遣队（2002年推出）
- 三角洲特种部队：黑鹰坠落（2003年推出）
- 三角洲特种部队 黑鹰坠落：战队之刃（2004年推出）（三角洲特种部队：黑鹰坠落的扩展包）[5]
- 三角洲特种部队：终极目标（2005年推出）
- 三角洲特种部队：终极目标2（2009年推出）
- 三角洲特种部队：天使坠落（2011年推出）
- 三角洲行动（2024年推出）